# Hotel Ambos Mundos

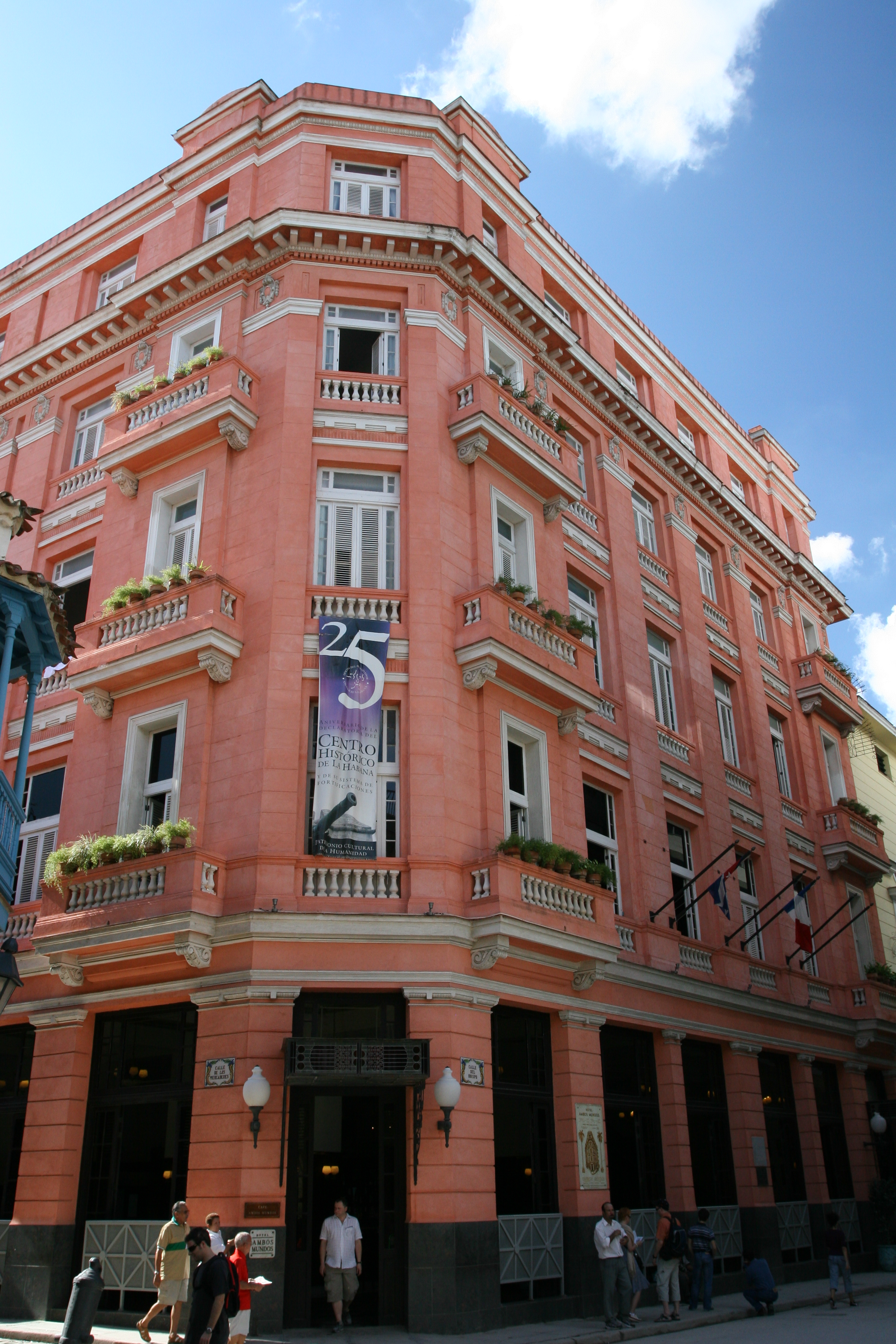
Hotel Ambos Mundos vist des del cantó del carrer Obispo i Mercaderes

L'Hotel Ambos Mundos és un hotel de forma quadrada, amb cinc plantes, d'estil eclèctic de principi del segle xx. Va ser construït el 1924 en un lloc que anteriorment havia estat ocupat per una antiga casa pairal a la cantonada dels carrers Obisbo i Mercaderes a La Habana Vieja. És una destinació turística molt visitada perquè hi va viure el popular escriptor Ernest Hemingway durant set anys en la dècada dels 1930.

## Història

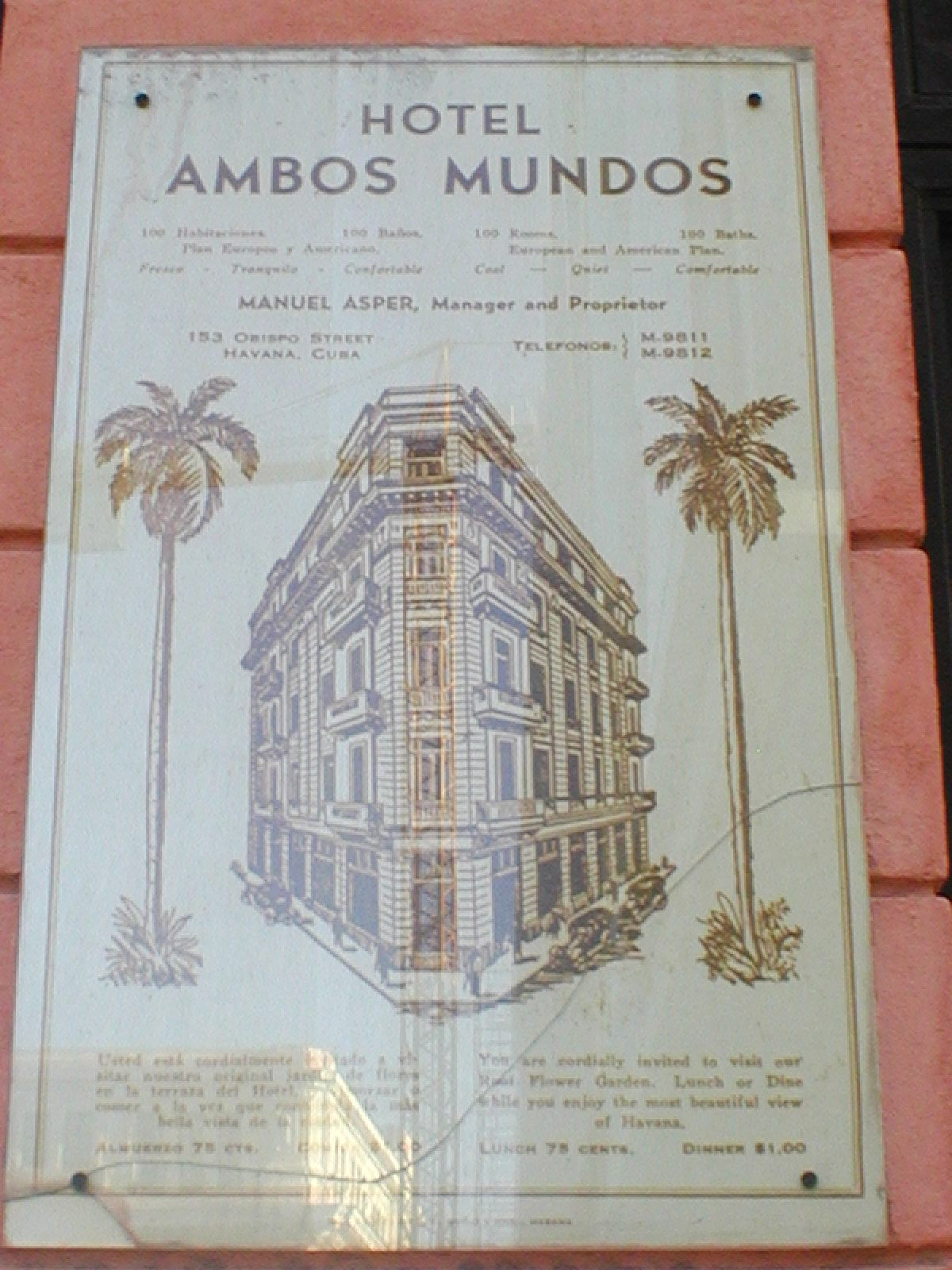
Placa en la façana de l'hotel

La parcel·la on està situat l'edifici estava ocupada des d'èpoques primerenques, donada la seva proximitat a la Plaza de Armas –nucli fundacional de la ciutat–. Se sap que a mitjan segle xix existia aquí una casa d'alts i baixos que va canviar indistintament de propietaris.
En les primeres dècades del segle xx pertanyia al comerciant Manuel Llerandi y Tomé. El 1923 va comprar l'edifici el també comerciant espanyol D. Antolín Blanco Arias, que va demolir l'antiga construcció per aixecar un nou edifici. D'aquesta manera, va sol·licitar llicència a l'Alcaldia Municipal per començar les obres, que van estar a càrrec de l'arquitecte Luis Hernández Savio.
L'edifici de tres plantes, concebut per a cinc, es destinaria a hotel. La planta baixa com a establiment comercial i als altres dos pisos hauria habitacions per als hostes. Es va construir amb estructura d'acer, revestit de formigó, assumint els codis formals de l'eclecticisme. El 1924 va ser ampliat, guanyant en altura. Finalment es va declarar habitable el 6 de gener de 1925. Cinc anys més tard es va reformar, situant un saló al terrat –amb excel·lents vistes– amb cuina i serveis.
Aquest hotel guanya fama internacional quan esdevé el primer lloc de residència a Cuba de l'escriptor Ernest Hemingway. Aquest hi va residir des de 1932 fins a mitjan 1939 al 5è pis, des d'on podia gaudir de les vistes sobre La Habana Vieja i el port on pescava amb freqüència en el seu iot Pilar. Aquí va escriure els primers capítols de la novel·la Per qui toquen les campanes.
Es va restaurar l'any 1987. La seva última i millor reparació es va acabar el 1997, en va sortir novament un luxós hotel d'època.
Avui dia, l'habitació 511 de l'hotel es conserva com l'hagués pogut deixar Ernest Hemingway i és un petit museu a l'interior de l'hotel on, durant el dia, es solen fer visites.